# Trematodon puteensis
Trematodon puteensis là một loài rêu trong họ Bruchiaceae. Loài này được Besch. mô tả khoa học đầu tiên năm 1898.